# 성 베드로와 성 바오로 사도 대축일

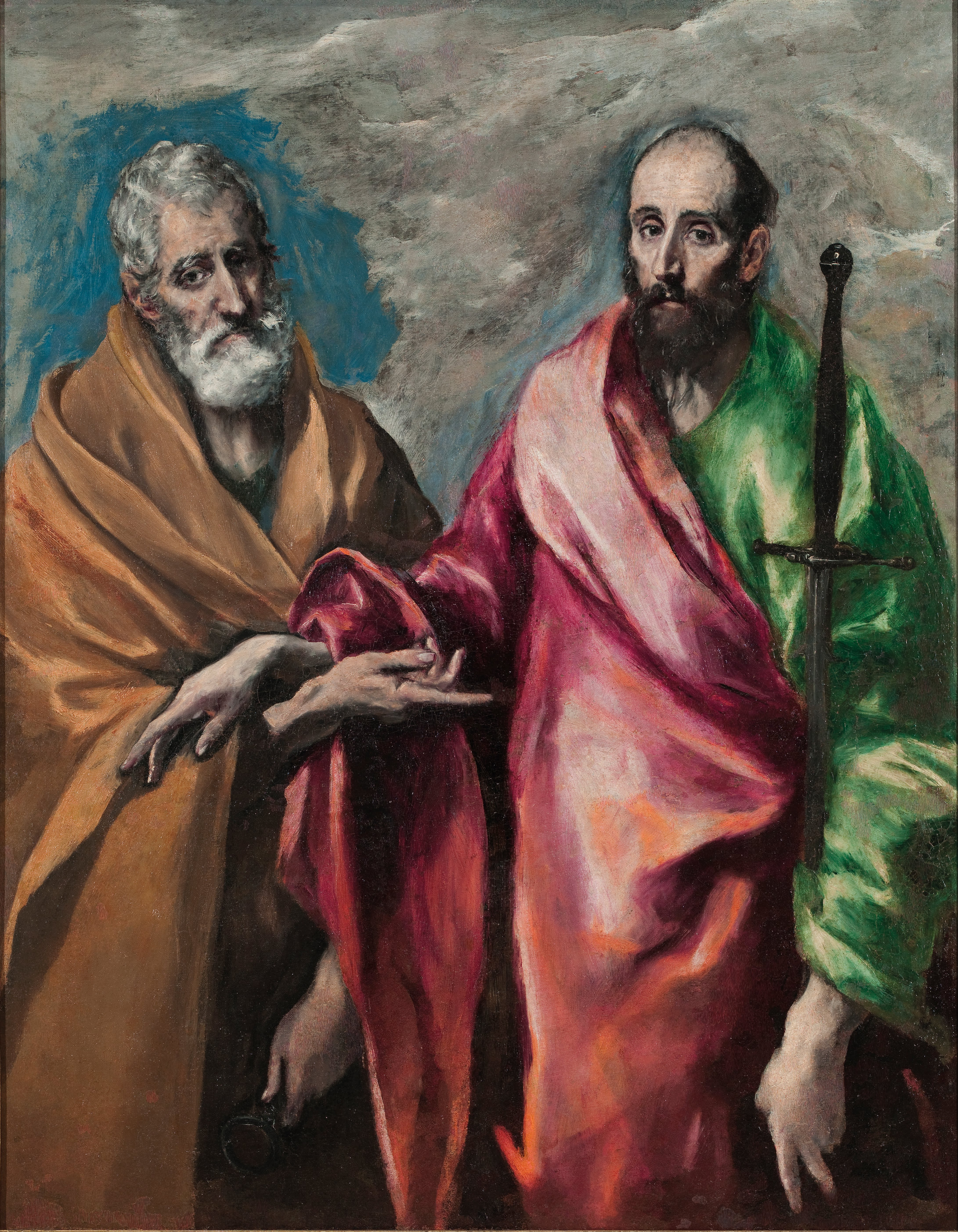
엘 그레코의 성 베드로와 성 바오로 사도

성 베드로와 성 바오로 사도 대축일(라틴어: Sollemnitas SS. Petri et Pauli Apostolorum)은 매년 6월 29일마다 로마에서 순교한 성 베드로와 성 바오로 두 사도를 기리는 기독교의 축일이다.

## 기독교 공동체

### 대한성공회
대한성공회에서는 매년 6월 29일에 성 베드로와 성 바울로 사도를 기념하며, 성공회기도서의 본기도는 다음과 같다.
| “ | 전능하신 하느님, 복된 사도 베드로와 바울로의 믿음의 반석 위에 교회를 세우시고 순교로써 주님의 영광을 드러내게 하셨나이다. 비오니, 주님의 교회가 두 성인의 가르침과 거룩한 삶을 따라 성령으로 하나 되어 구세주이신 예수 그리스도를 온전히 섬기게 하소서. 성부와 성령과 함께 한 분 하느님이신 우리 주 예수 그리스도의 이름으로 기도하나이다. 아멘. | ” |

### 로마 가톨릭
한국 로마 가톨릭교회는 해마다 성 베드로와 성 바오로 사도 대축일이나 이날과 가까운 주일을 ‘교황 주일’로 지내며, 교황의 사목 활동을 돕고자 특별 헌금을 한다.